# 迪尔伯恩
迪尔伯恩（英語：Dearborn）是位于美国密西根州韋恩郡的城市，屬於大底特律地區的一部分。迪尔伯恩是密歇根州第八大城市，擁有約98,000人口。该城市是亨利·福特的家乡和福特汽车的全球总部，并且是密西根大学迪尔伯恩分校和亨利·福特学院所在地。迪尔伯恩是密歇根州旅游的重点，亨利·福特園區是美国最大的室内和室外美国历史博物馆和综合娱乐设施，也就是大家所熟知的亨利·福特博物馆和Greenfield村。 
迪尔伯恩的人口包括30,000阿拉伯裔美國人，是美国第二大的阿拉伯人聚居地 （纽约有将近70,000人）。阿拉伯人首先是为了在附近的汽车公司上班而在此定居。2005年1月，一个新的阿拉伯裔美國人國家博物館在这大的定居点建成。该市也是美國伊斯蘭中心的本部，这里有北美最大的清真寺迪爾伯恩清真寺。因为受到城市东部的伊斯兰文化的影响，这里的商店和宣传板通常都有阿拉伯文字的标识。
福特胭脂河工厂由亨利·福特为制造福特T型车零件而建立，也是后来大名鼎鼎的福特野馬（Ford Mustang）的诞生地（和前生产线）。现在该厂生产福特 F150卡车。曾经有一段时间该厂雇佣了120,000名员工来完成从铁矿石到最终汽车产品的生产。

## 历史
1791年欧洲人首先在迪尔伯恩地区定居。1836年在这里建立了村庄，取名来自美国革命中的一个将军和爱国者，托马斯·杰斐逊总统的战争部长的名字亨利·迪尔伯恩。城市形成可以追溯到1929年1月的合并投票，该投票建立了今天迪尔伯恩的边界，它是在合并了迪尔伯恩和害怕被底特律并入的邻近的福特逊（先前称为Springwells）的基础上成立的。在两个镇之间的区域，仍然保留着没被开垦的状态。那些曾经被开垦的土地，都被亨利·福特购买为不动产或者建立了他的全球总部。后来开发的成为福特机场（后来改为福特试车场），福特的管理和开发設施，以及工厂、亨利·福特園區（含博物馆）、購物中心、亨利·福特百年图书馆和迪尔伯恩市民中心。一些土地仍旧保留开放状态（截至2005年）并被种上太阳花和亨利·福特最喜欢的大豆。大概是为了减少物产税的目的，这些作物从来没有收割过。
迪尔伯恩因为1978年结束他为期36年任期的奧維爾·L·哈伯德市长所实施的种族隔离为全国所熟知。哈伯德为梅森-迪克森線以北最著名的种族隔离主义者，公然使用暴力手段反对非裔美国人家庭移居迪尔伯恩。该政策使得该地区的黑人人口不多。哈伯德因为他建立了一个高效的政府而闻名，使得居民感觉政策几乎没有错误。哈伯德从来没有能像亨利·福特或者福特汽车那样有影响力。福特对非裔美国人很好，以吸引他们到自己的工厂工作。

## 人口
| 调查年                              | 人口    | 备注  | %±       |
| ----------------------------------- | ------- | ----- | -------- |
| 1860                                | 355     |       | —        |
| 1870                                | 530     |       | 49.3%    |
| 1880                                | 410     |       | −22.6%   |
| 1900                                | 844     |       | —        |
| 1910                                | 911     |       | 7.9%     |
| 1920                                | 2,470   |       | 171.1%   |
| 1930                                | 50,358  |       | 1,938.8% |
| 1940                                | 63,589  |       | 26.3%    |
| 1950                                | 94,994  |       | 49.4%    |
| 1960                                | 112,007 |       | 17.9%    |
| 1970                                | 104,199 |       | −7.0%    |
| 1980                                | 90,660  |       | −13.0%   |
| 1990                                | 89,286  |       | −1.5%    |
| 2000                                | 97,775  |       | 9.5%     |
| 2010                                | 98,153  |       | 0.4%     |
| 2017年估计                          | 94,491  | [ 7 ] | −3.7%    |
| U.S. Decennial Census 2013 Estimate |         |       |          |

截至2010年人口普查，迪爾伯恩的人口為98,153。種族和民族構成為89.1％白人，4.0％黑人或非洲裔美國人，0.2％美洲原住民，1.7％亞洲人，0.2％非西班牙裔其他種族，4.0％兼具兩種或更多種族，以及3.4％西班牙裔或拉丁裔。 41.7％具有阿拉伯血統（在人口普查收集數據中歸類為“白人”）。

## 铁路交通
美鐵在迪尔伯恩提供客運服务，运营一条经过底特律往返于芝加哥和龐蒂亞克的铁路，每天三趟往返。當地现在有两个车站，一个是Amtrak停靠的普通车站，另一个是位于亨利·福特博物馆平时不使用的车站，僅用于运送学生去参观。

## 本地名人
- 佛朗西斯科·安德魯（英语：Frankie Andreu）, 职业自行车运动员
- 吉姆·康明斯（英语：Jim Cummins (ice hockey)） - 國家美式橄欖球聯盟球员
- 蓋瑞·丹尼爾森（英语：Gary Danielson） - 國家美式橄欖球聯盟四分卫
- 威廉·迪爾（英语：William Dear） - 电影导演
- 查德·艾弗瑞特（英语：Chad Everett） - 演员
- 詹姆士‧芬‧迦納（英语：James Finn Garner） - 作家
- 亨利·福特 - 商人
- 伊莉莎白·亞羅什（Elizabeth Jarosz ）- 《狂人法則》第二季候选人
- 約翰·C·科恩布盧姆（英语：John C. Kornblum） - 美國駐德國大使, 1997-2001
- 德瑞克·洛夫 - 全美棒球联赛主投手
- 比爾·麥卡尼（英语：Bill McCartney） - 全美大学足球联赛教练和守約者（英语：Promise Keepers）的建立者之一
- 喬治·佩帕德 - 演员
- 布萊恩·拉法爾斯基（英语：Brian Rafalski） - 美国冰球联盟和2002, 2006奥运队员
- 塔麗克·薩爾瑪西（英语：Tarick Salmaci） - 职业拳击手
- 埃迪·斯洛維克 - 最后一个由于逃跑被处死的美军士兵
- 吉姆·斯耐德（英语：Jim Snyder (second baseman)） - MLB队员和经理
- 蕭志美 - 时尚设计
- 約翰·菲尼蘭特（英语：John Vigilante） - 全美冰球联盟